# Avondale College
Avondale College est un centre universitaire adventiste. Il possède deux campus à Cooranbong et à Sydney en Australie. Aux débuts de l'adventisme, cette institution servit de modèle à son système d'éducation.  

## Campus

### Histoire
Sur les conseils d'Ellen White, une petite école de deux bâtiments démarra à Melbourne en août 1892 avec 25 étudiants. Mais comme elle préférait un site rural, les dirigeants de l'Église adventiste en Australie cherchèrent un autre lieu. Trouver une propriété pour un College semblait une tâche impossible. À l'époque, les adventistes australiens étaient peu nombreux. Ils n'avaient pas les moyens financiers d'entreprendre un tel projet.
Le comité de recherche trouva une propriété d'une superficie de 5.9 km2, près de Cooranbong, à 121 km au nord de Sydney, à bas prix (3 dollars australiens par acre), parce que cette terre était " pauvre, sablonneuse et miséreuse ". Un expert en agriculture du gouvernement australien chargé de superviser cette terre rapporta qu'elle était de très pauvre qualité. Les dirigeants adventistes demandèrent à Ellen White de visiter la propriété. 
Quelque temps avant de visiter cette propriété, Ellen White eut un rêve. Elle rapporta qu'elle vit un sillon assez profond sur le terrain. Un des dirigeants adventistes disait que ce n'était pas une bonne terre. Mais le messager qui la guidait dans ses visions expliqua que ce sol était adapté à la croissance des arbres fruitiers et des légumes. Plus tard, le groupe monta dans un bateau qui traversa un plan d'eau quelque peu salé. Des kilomètres plus loin, il remonta ce qu'Ellen White décrivit comme étant " non une crique, mais une rivière étroite et profonde ". Le groupe descendit sur la terre ferme. Ils découvrirent un tronc d'arbre coupé, long de 30 mêtres, à plat sur le sol. D'autres immenses troncs d'arbres coupés se trouvaient aussi sur le sol. Ellen White se fit alors cette réflexion : " Je ne peux pas imaginer une seconde que la terre qui produit de tels arbres puisse être non fertile ".
Quand Ellen White visita la propriété, elle donna son accord. Elle rapporta les raisons de sa décision :
« Quand nous arrivâmes à Avondale pour examiner la propriété, j'en parcourus une partie avec les frères. A un moment, nous arrivâmes au lieu que j'avais vu en rêve. Il y avait le sillon que j'avais vu. Les frères me regardèrent avec surprise. Ils demandèrent : " Comment est-il arrivé là ? " Alors je leur rapportai le rêve. Ils répliquèrent : " En tout cas, vous voyez bien que le sol n'est pas bon ". Je répondis : " C'est le témoignage donné par les hommes dans mon rêve. Cette raison fut donnée afin que nous n'occupions pas cette terre. Mais celui qui se tint debout sur ce sillon retourné me dit : " Un faux témoignage a été apporté sur ce terrain. Dieu peut dresser une table dans le désert ". »
En fait, vingt-cinq ans plus tôt, le sol de cette région avait été déforesté pour l'agriculture et des plants d'orangers et de citronniers avaient été plantés. Mais les colons négligèrent leurs lopins de terre. Ils se tournèrent vers la coupe du bois pour approvisionner les mines voisines.  
La propriété fut achetée au printemps 1895. En 1897, la Avondale School for Christian Workers (l'école d'Avondale pour les ouvriers chrétiens) démarra. En 1921, elle devint le Australian Missionary College (le College missionnaire d'Australie). Depuis 1963, l'institution porte son nom actuel.      

### Organisation
Avondale College se trouve sur la propriété rurale d'Avondale (le quartier Avondale en quelque sorte),, d'environ 325 hectares, sur la plaine côtière de Nouvelle-Galles du Sud en Australie. Les montagnes Wattagan, à environ huit kilomètres à l'ouest, sont couvertes d'une forêt sclérophylle d'eucalyptus, avec des poches de forêt tropicale, excellent pour la randonnée pédestre, le camping et l'escalade. Donnant sur l'océan Pacifique, le lac Macquarie d'eau salée se trouve à quelques kilomètres de l'université.    
La zone commerciale de Cooranbong et l'avenue Freeman occupent aujourd'hui une partie de la propriété initiale d'Avondale, la séparant en deux parties distinctes. Les Avondale Schools (une entité séparée) et l'aéroport de Cooranbong (qui jusqu'en 2006 était utilisé pour l'obtention d'un certificat en aviation) sont situés sur un secteur et l'université sur l'autre secteur. Tout près, le Sunnyside museum (la maison d'Ellen White) contient des photographies d'Avondale College à ses débuts. A Avondale, quelques autres structures sont groupées : 
- Sanitarium Health Food Company --- une fabrique de produits végétariens
- Deux églises --- Avondale College Church et Avondale Memorial Church
- Avondale Retirement Village --- le village des retraîtés

Il existait auparavant une ferme, mais celle-ci est fermée depuis. Pendant trente ans, Avondale College opéra une école d'aviation à Cooranbong, puis à l'aéroport de Cessnock dans la vallée Hunter après la fermeture de l'aéroport de Cooranbong. En 2008, l'école d'aviation ferma en raison de son manque de viabilité financière à long terme.

### Campus d'Avondale
Avondale College possède plusieurs facultés qui décerne des baccalaureate degrees (des licences) et des masters :
- Faculty of Arts --- la faculté des lettres, des arts et des sciences
- Faculty of Business and Information Technology --- la faculté de gestion commerciale et de technologie informatique
- Faculty of Education --- la faculté de l'éducation
- Faculty of Nursing and Health --- la faculté des infirmiers et de la santé
- Faculty of Science and Mathematics --- la faculté des sciences et des mathémqtiques
- Faculty of Theology --- la faculté de théologie

Depuis 2006, Avondale décerne des Ph.D avec l'accord du département d'éducation de la Nouvelle-Galles du Sud. L'institution possède un centre de recherche Ellen White, affilié au Ellen G. White Estate. Elle dispose d'une presse universitaire, " Avondale Academic Press ". 
Avondale offre la possibilité de suivre une formation à distance pour l'obtention de masters en théologie, éducation, infirmerie et divers domaines en gestion. Une formation d'un mois sur le campus au quatrième trimestre est incluse dans ce programme. 
L'institution suit actuellement le processus pour être nommée University par le gouvernement australien.

### Campus de Sydney
La formation des infirmiers démarre sur le campus de Cooranbong pendant un ou deux semestres et s'achève à l'hôpital adventiste de Sydney, permettant d'acquérir une expérience pratique.

### Héritage architectural
Plusieurs bâtiments historiques ont été préservés sur le campus de Cooranbong. Ils incluent des immeubles en bois de plusieurs étages comme Bethel Hall et College Hall (auparavant College Chapel),.